# Técnica de Alexander
A Técnica de Alexander é uma técnica de reeducação corporal e coordenação realizada a partir de princípios físicos e psicológicos. A técnica se baseia na autopercepção do movimento e é aplicável a diversos casos como alívio de dores na coluna, reabilitação após acidentes, melhora na respiração, posicionamento correto ao tocar instrumentos musicais ou cantar, além de outros hábitos relacionados.
A técnica leva o nome de Frederick Matthias Alexander, que primeiro formulou seus princípios entre 1890 e 1900.
Alexander desenvolveu a técnica como uma ferramenta pessoal para aliviar dor e rouquidão que afetavam sua carreira como actor Shakespeareano. Alexander ensinou sua técnica por trinta anos antes de criar uma escola para formar outros professores da técnica. Todos os atuais professores da técnica de Alexander participaram de um treinamento de três anos, com 1600 horas aula.
A técnica é ensinada em aulas, através de uma combinação de instruções verbais e de demonstrações práticas, nas quais o professor toca o aluno e posiciona seu corpo adequadamente.
Durante as aulas, que podem durar de 30 minutos a uma hora, os alunos, instruídos pelo professor, passam a inibir reações habituais e, no lugar delas, acham novos e mais eficientes meios de executar ações simples, como andar, parar de pé ou assentar.
Historicamente ensinados em aulas individuais, seus princípios também foram adaptados para o ensino de grupos, geralmente usando pequenas lições individuais para cada aluno, alternadamente, que servem de exemplos para o resto da classe. 

## História
Alexander foi um orador Shakespeareano que desenvolveu problemas que resultaram na perda de sua voz. Depois de vários médicos lhe informarem que não havia nenhuma causa fisiológica para o problema, ele minuciosamente observou-se em múltiplos espelhos. Isso revelou que ele estava retesando inutilmente todo o seu corpo na preparação para recitar ou falar. Além disso, observou que várias pessoas que experimentavam problemas de voz contraíam a musculatura superior, especialmente o pescoço, antes de emitir som, em antecipação ao ato de falar.
Alexander supôs que essa postura provocasse um desalinhamento entre a cabeça e a espinha dorsal, rompendo com o alinhamento geral do corpo. Esforçou-se, então, para mudar essa reação, usando meios diretos e indiretos. Depois de identificar estratégias de substituição e melhorando sua habilidade para escolher uma nova maneira de se posicionar, percebeu não só que a antiga perda de voz cessava, mas que a técnica o ajudava a ser um orador ainda melhor.

## A Técnica

### Premissas básicas
A técnica de Alexander é considerada uma técnica educacional a ser praticada pelos estudantes por e para eles mesmos, não como um tratamento curativo. A técnica foi feita para ser usada enquanto se pratica qualquer outra atividade. Não há prescrições ou exercícios para serem feitos separadamente da prática, com a exceção da técnica de deitar-se como um meio eficaz de descanso.
A vantagem da liberdade física e da educação contínua e gradual são os valores oferecidos. A técnica de Alexander provê instruções verbais juntamente com monitoramento e assistência com toque, isto é, o professor toca o corpo do aluno para auxiliá-lo a realizar corretamente o movimento. Os alunos são levados a mudar suas rotinas físicas anteriores, que o professor demonstra que são limitadoras e estruturalmente ineficientes. Essa assistência especializada requer que os professores da técnica demonstrem em si mesmos o que esperam comunicar aos seus alunos. 
A técnica, diferentemente de outros métodos de fisioterapia, propõe sua aplicação a todas as atividades cotidianas. Por essa razão, Alexander preferia não prescrever exercícios específicos, sugerindo aos seus alunos que adotassem a técnica nas práticas do dia-a-dia.